# 炭鉄港
炭鉄港（たんてっこう）とは、北海道の近代化を支えた3つの産業と鉄道、それらの産業で栄えた地域や歴史を指す総称である。
「炭鉄港」の3文字はそれぞれ、空知地域の石炭鉱業（炭）、室蘭市の鉄鋼業（鉄）・小樽市の港湾（港）を表している。

## 内容
2019年（令和2年）1月8日、赤平市、小樽市、室蘭市、夕張市、岩見沢市、美唄市、芦別市、三笠市、栗山町、月形町、沼田町、安平町の12市町が申請書を北海道教育委員会に提出、同年5月20日、日本遺産「本邦国策を北海道に観よ！～北の産業革命『炭鉄港』～」に認定された。
炭鉄港は、北海道開拓に始まり「北の産業革命」ともよばれた石炭採掘、鉄鋼産業とそれらを出荷した港湾都市とをつないだ鉄道がもたらした北海道の近代化のストーリーを、後世に語り継ぐべき遺産として文化庁が認定したものである。

炭鉱遺産や工場景観、港湾や各地の鉄道施設が日本遺産の構成文化財として認定され、その所在自治体は赤平市、小樽市、室蘭市、夕張市、岩見沢市、美唄市、芦別市、三笠市、栗山町、月形町、沼田町、安平町の広域にまたがるが、なかでも重要な地域は現在の三笠市の幌内炭鉱など数多くの石炭鉱山が開かれた空知地方と、その石炭を使用した製鉄所や製鋼所が建設された室蘭と、それら石炭や鉄鋼を日本全国へ輸送した港湾都市・小樽である。

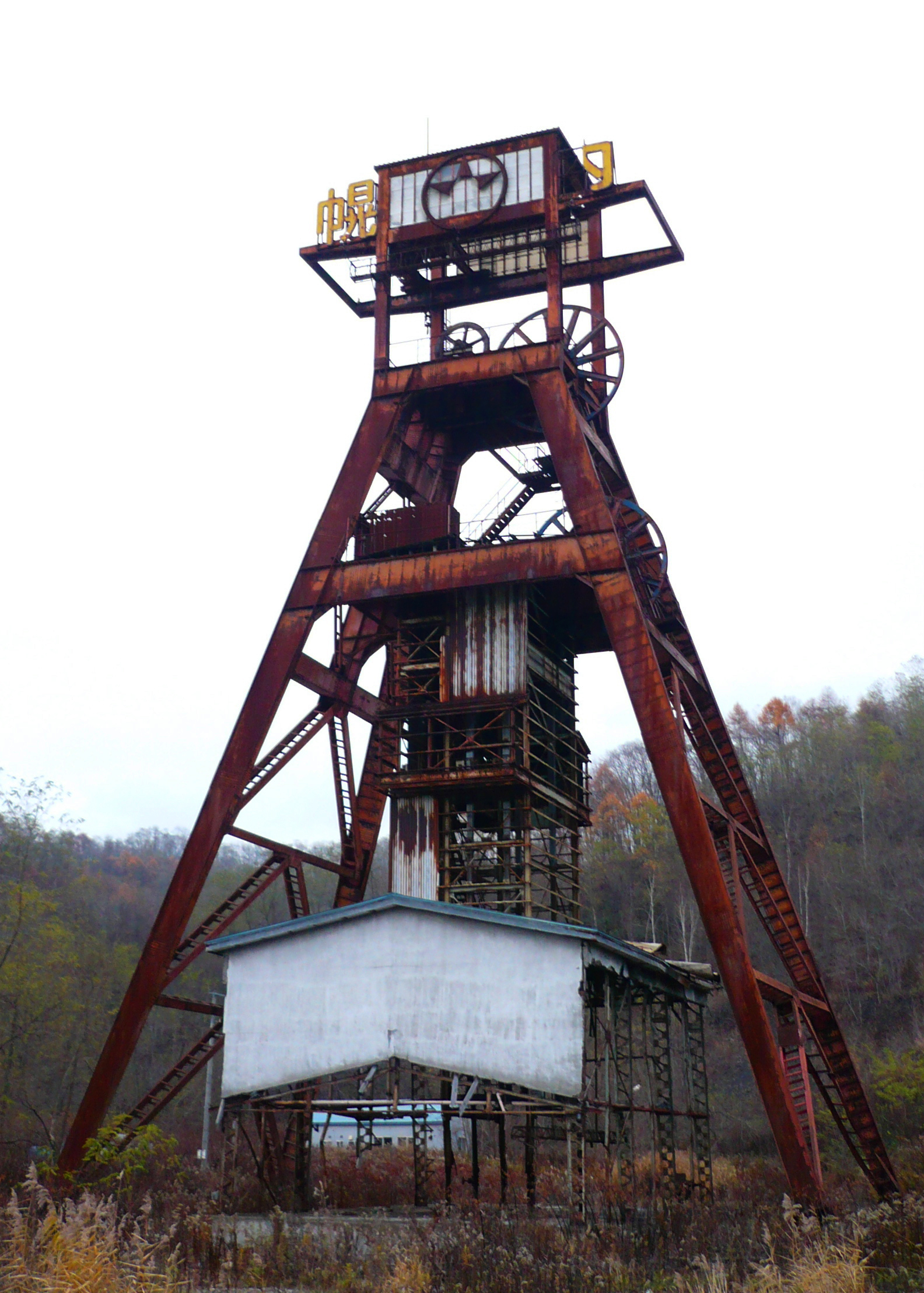
1966年に開坑した「幌内立坑」

明治初頭、政府による開拓の手が北海道に及ぶと、アメリカから招聘された地質学者ライマンの調査により、北海道の西部・空知地方に良質な石炭が豊富に眠っていることが確認された。産業の近代化を国策に掲げていた明治政府は、その動力源となる石炭の採掘に多数の人夫を投入するため、集治監（監獄）を2か所に開設した。1879年（明治12年）の幌内炭鉱の開鉱からわずか3年後の1882年（明治15年）には、90キロメートル離れた小樽まで石炭を運ぶための鉄道が敷設され、これは当時の日本で最長の鉄道だった。
やがて鉄道は室蘭へ延伸し、室蘭は石炭積出港として北海道で3番目の特別輸出港となるが、炭鉱と鉄道を所有していた北海道炭礦鉄道会社（北炭）は鉄道が国有化された際に得た資金を元手に空知地域から入手した石炭を用いた鉄鋼業に進出し、室蘭は鉄の町へと変貌を遂げた。

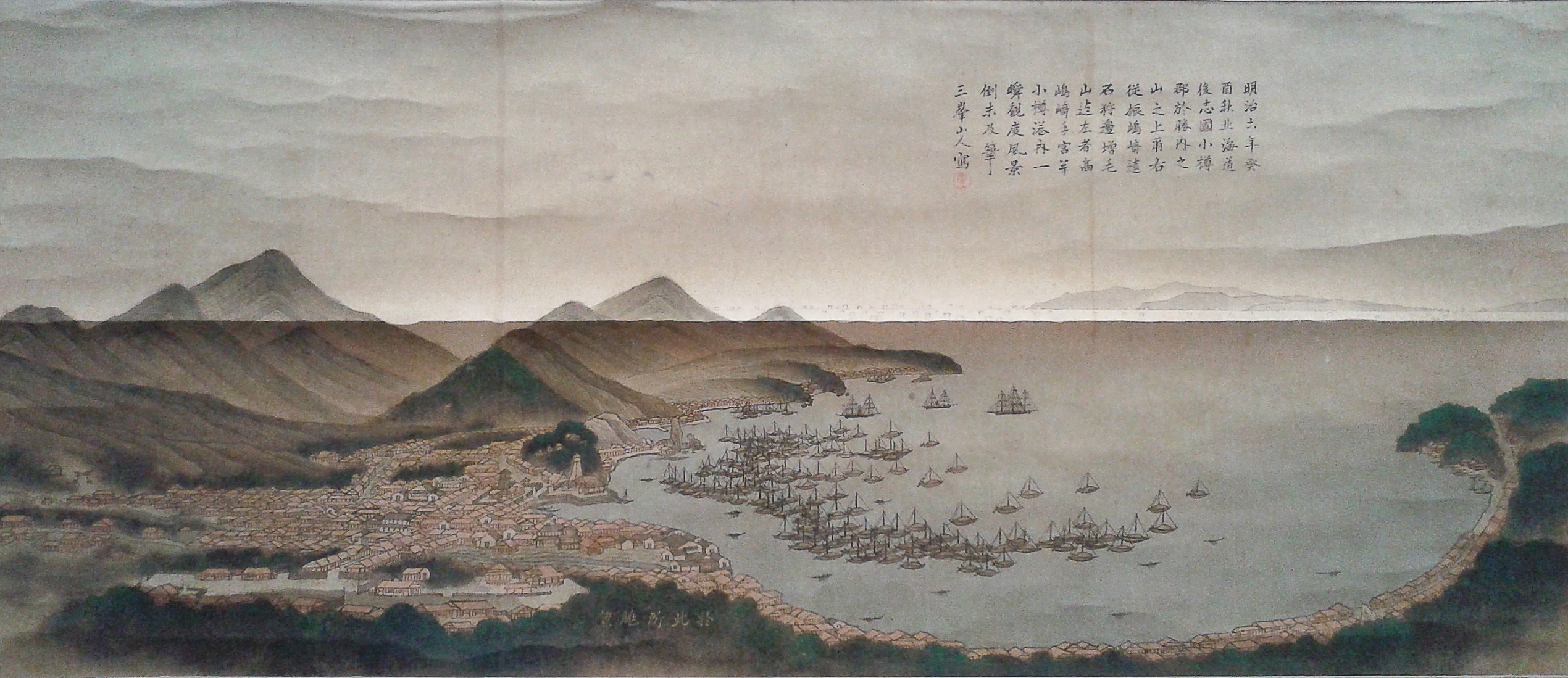
1876年（明治6年）の小樽港

また、小樽は明治30年代には日本初の本格的な港湾として整備され、第1次世界大戦の影響で世界的に農産物が高騰した時代背景のなかで道産品の輸出港として一層の発展を遂げた。この一因には、道内各地から小樽までの鉄道網の敷設が成されていたことによる。
やがて、第2次世界大戦が終結すると、戦禍が比較的軽微で、戦後復興に欠かせない豊富な石炭を有する北海道は、炭鉱業や鉄鋼業に優先的に資源投入され、空知や室蘭は一層の発展を遂げる。
しかし、昭和30年代後半、石油の普及とともに石炭産業は衰退に向かい、多くの炭鉱が閉山することとなる。史上最大規模の産業転換といわれる「石炭政策」で、空知の炭鉱から5万人が去ることとなった。さらに、昭和40年代になると、日本海側に位置する小樽港は、輸入原材料の調達において太平洋側にある苫小牧港に後れを取り、商業や金融の中心機能もやがて札幌市へと移っていった。また、室蘭も小樽同様に物流機能を苫小牧港に奪われ、鉄鋼業においても国内各地の臨海地に新たな製鉄所が開業していくにつれ次第に衰退し、「炭鉄港」の時代は幕を下ろした。
炭・鉄・港が日本の国策を支えたこの約100年の間に、北海道はおよそ100km圏内に位置する空知・室蘭・小樽を中心に急速に発展し、1869年（明治2年）の時点では約6万人だった人口は、100倍近く増加した。

## 構成文化財
この節の参考文献： 

### 炭鉱
| 所在地   | 場所                                                 | 文化財の名称                                         | 建造年（調査年） | 指定等の情報                        |
| -------- | ---------------------------------------------------- | ---------------------------------------------------- | ---------------- | ----------------------------------- |
| 赤平市   | 赤平炭鉱                                             | 住友赤平炭鉱採炭機械類                               | 1960-1970        | 未指定                              |
| 赤平市   | 赤平炭鉱                                             | 住友赤平炭鉱櫓・周辺施設                             | 1963             | 未指定                              |
| 赤平市   | 赤間炭鉱                                             | 北炭赤間炭鉱ズリ山 (ズリ山階段)                      | 1941             | 未指定                              |
| 赤平市   | 赤間炭鉱                                             | 北炭赤間炭鉱選炭ホッパー                             | 1941             | 未指定                              |
| 赤平市   | 空知川露頭炭層                                       | 空知川露頭炭層                                       | 1873             | 未指定                              |
| 三笠市   | 幌内炭鉱                                             | 北炭幌内炭鉱音羽坑                                   | 1879             | 未指定                              |
| 三笠市   | 幌内炭鉱                                             | 北炭幌内炭鉱布引立坑                                 | 1917             | 近代化産業遺産                      |
| 三笠市   | 幌内炭鉱                                             | 北炭幌内炭鉱常磐坑口                                 | 1941             | 未指定                              |
| 三笠市   | 幌内炭鉱                                             | 北炭幌内鉱業所所長宅（伊佐屋ギャラリー）             | 1955             | 未指定                              |
| 三笠市   | 幌内炭鉱                                             | 北炭幌内鉱立坑                                       | 1967             | 未指定                              |
| 三笠市   | 奔別炭鉱                                             | 住友奔別炭鉱立坑                                     | 1960             | 未指定                              |
| 三笠市   | 奔別炭鉱                                             | 住友奔別炭鉱選炭施設                                 | 1960             | 未指定                              |
| 三笠市   | 幾春別炭鉱                                           | 北炭幾春別炭鉱錦立坑・錦坑口                         | 1919             | 近代化産業遺産 土木学会選奨土木遺産 |
| 三笠市   | 北炭新幌内砿坑口                                     | 北炭新幌内砿坑口                                     | 1934             | 未指定                              |
| 三笠市   | 空知集治監                                           | 典獄官舎レンガ煙突                                   | 1890             | 市指定                              |
| 三笠市   | 幌内変電所                                           | 幌内変電所                                           | 1919             | 近代化産業遺産                      |
| 三笠市   | 三笠市役所庁舎                                       | 三笠市役所庁舎                                       | 1956             | 未指定                              |
| 月形町   | 樺戸集治監                                           | 庁舎（月形樺戸博物館）                               | 1886             | 町指定                              |
| 月形町   | 樺戸集治監                                           | 水道遺跡                                             | 1886・1892       | 町指定                              |
| 夕張市   | 夕張炭鉱                                             | 北炭夕張炭鉱北上坑口                                 | 1891             | 未指定                              |
| 夕張市   | 夕張炭鉱                                             | 北炭夕張炭鉱天龍坑坑口                               | 1900             | 登録有形文化財                      |
| 夕張市   | 夕張炭鉱                                             | 北炭夕張炭鉱大新坑                                   | 1913             | 未指定                              |
| 夕張市   | 夕張炭鉱                                             | 北炭夕張炭鉱夕張第３砿坑口                           | 1927             | 未指定                              |
| 夕張市   | 夕張炭鉱                                             | 北炭夕張炭鉱専用鉄道高松跨線橋                       | 1936             | 未指定                              |
| 夕張市   | 夕張炭鉱                                             | 北炭夕張炭鉱模擬坑道 （夕張市石炭博物館）            | 1939             | 登録有形文化財                      |
| 夕張市   | 夕張炭鉱                                             | 北炭夕張炭鉱高松ズリ捨線                             | 1951             | 登録有形文化財                      |
| 夕張市   | 夕張炭鉱                                             | 北炭夕張炭鉱総合ボイラー煙突                         | 1953             | 未指定                              |
| 夕張市   | 夕張炭鉱                                             | 北炭夕張炭鉱病院                                     | 1965             | 未指定                              |
| 夕張市   | 夕張川                                               | 旧北炭滝ノ上水力発電所                               | 1924             | 未指定                              |
| 夕張市   | 夕張川                                               | 旧北炭清水沢水力発電所                               | 1938             | 未指定                              |
| 夕張市   | 石炭大露頭「夕張二十四尺層」                         | 石炭大露頭「夕張二十四尺層」                         | 1888             | 道指定                              |
| 夕張市   | 北炭鹿ノ谷倶楽部（夕張鹿鳴館）                       | 北炭鹿ノ谷倶楽部（夕張鹿鳴館）                       | 1913             | 近代化産業遺産                      |
| 夕張市   | 採炭救国坑夫像                                       | 採炭救国坑夫像                                       | 1944             | 市指定                              |
| 栗山町   | 小林酒造                                             | レンガ蔵倉庫群                                       | 1900-1922        | 登録有形文化財                      |
| 岩見沢市 | 炭鉱の記憶マネジメントセンター石蔵                   | 炭鉱の記憶マネジメントセンター石蔵                   | 1909             | 未指定                              |
| 美唄市   | 美唄炭鉱                                             | 三菱美唄炭鉱竪坑櫓                                   | 1923・1925       | 近代化産業遺産                      |
| 美唄市   | 人民裁判の絵                                         | 人民裁判の絵                                         | 1950             | 未指定                              |
| 美唄市   | 旧栄小学校 （安田侃彫刻美術館 アルテピアッツァ美唄） | 旧栄小学校 （安田侃彫刻美術館 アルテピアッツァ美唄） | 1950             | 未指定                              |
| 芦別市   | 頼城小学校                                           | 頼城小学校                                           | 1954             | 登録有形文化財                      |

### 鉄鋼
| 所在地 | 場所                           | 文化財の名称                 | 建造年（調査年） | 指定等の情報   |
| ------ | ------------------------------ | ---------------------------- | ---------------- | -------------- |
| 室蘭市 | 日本製鋼所                     | 旧発電所                     | 1909             | 近代化産業遺産 |
| 室蘭市 | 日本製鋼所                     | 瑞泉閣                       | 1911             | 近代化産業遺産 |
| 室蘭市 | 日本製鋼所                     | 国産1号航空機エンジン・室0号 | 1918             | 市指定         |
| 室蘭市 | 恵比寿・大黒天像               | 恵比寿・大黒天像             | 1909             | 未指定         |
| 室蘭市 | 工場景観と企業城下町のまちなみ |                              |                  |                |

### 港湾
| 所在地 | 場所                                | 文化財の名称                        | 建造年（調査年） | 指定等の情報         |
| ------ | ----------------------------------- | ----------------------------------- | ---------------- | -------------------- |
| 小樽市 | 小樽港                              | 小樽港北防波堤                      | 1908             | 土木学会選奨土木遺産 |
| 小樽市 | 小樽港                              | 北炭ローダー基礎                    | 1939             | 未指定               |
| 小樽市 | 三井物産小樽支店 （松田ビル）       | 三井物産小樽支店 （松田ビル）       | 1937             | 市指定               |
| 小樽市 | 日本銀行小樽支店 （金融資料館）     | 日本銀行小樽支店 （金融資料館）     | 1912             | 市指定               |
| 室蘭市 | 三菱合資会社室蘭出張所 （北星）     | 三菱合資会社室蘭出張所 （北星）     | 1915             | 未指定               |
| 室蘭市 | 北炭室蘭海員倶楽部 （室港サービス） | 北炭室蘭海員倶楽部 （室港サービス） | 1926             | 未指定               |

### 鉄道
| 所在地   | 場所                   | 文化財の名称                                      | 建造年（調査年） | 指定等の情報                |
| -------- | ---------------------- | ------------------------------------------------- | ---------------- | --------------------------- |
| 小樽市   | 手宮線                 | 手宮線線路                                        | 1880             | 近代化産業遺産              |
| 小樽市   | 手宮線                 | 機関車庫三号                                      | 1885             | 重要文化財 近代化産業遺産   |
| 小樽市   | 手宮線                 | 手宮駅危険品庫                                    | 1898             | 重要文化財 近代化産業遺産   |
| 小樽市   | 小樽中央市場           | 小樽中央市場                                      | 1953・1956       | 未指定                      |
| 岩見沢市 | 北海道炭礦鉄道         | 北海道炭礦鉄道岩見沢工場 （岩見沢レールセンター） | 1899             | 近代化産業遺産 準鉄道記念物 |
| 岩見沢市 | 岩見沢操車場跡         | 岩見沢操車場跡                                    | 1922             | 未指定                      |
| 岩見沢市 | 朝日駅舎               | 朝日駅舎                                          | 1919             | 未指定                      |
| 室蘭市   | 旧室蘭駅舎             | 旧室蘭駅舎                                        | 1912             | 登録有形文化財 準鉄道記念物 |
| 三笠市   | 唐松駅駅舎             | 唐松駅駅舎                                        | 1929             | 未指定                      |
| 沼田町   | クラウス15号蒸気機関車 | クラウス15号蒸気機関車                            | 1889             | 町指定 準鉄道記念物         |
| 安平町   | 蒸気機関車D51 320号車  | 蒸気機関車D51 320号車                             | 1939             | 未指定                      |
| 芦別市   | 三井芦別鉄道           | 三井芦別鉄道炭山川橋梁                            | 1945             | 登録有形文化財              |
| 美唄市   | 美唄鉄道               | 美唄鉄道東明駅舎                                  | 1948             | 未指定                      |
| 美唄市   | 美唄鉄道               | 美唄鉄道蒸気機関車4110形式                        | 1919             | 市指定                      |